# Ocell sastre collnegre
L'ocell sastre collnegre o ocell sastre collfosc (Orthotomus atrogularis) és una espècie d'ocell passeriforme que pertany a la família Cisticolidae pròpia del sud-est asiàtic.

## Distribució i hàbitat
Es troba a Indoxina, la península malaia, l'est del subcontinent indi, Borneo i Sumatra, distribuït per Bangla Desh, Brunei, Cambodja, l'est de l'Índia, Indonèsia, Laos, Malàisia, Myanmar, Singapur, Tailàndia i Vietnam.
L'hàbitat natural són els boscos humits tropicals i els manglars.